# Sexfriend
Sexfriend (セックスフレンド, Sekkusufurendo, litt. Sexfriend) est une série hentai composée de deux OAV tirée du jeu vidéo eroge éponyme.

## Histoire

### Synopsis
Takabe Tomohiro, un collégien, vient juste d'avoir sa première relation sexuelle dans l'infirmerie après les cours avec sa camarade de classe Hayase Mina. Les deux adolescents étaient juste amis jusqu'à ce fameux jour, mais Takabe, surpris par l'attitude d'Hayase, commence à s'y attacher et continue d'avoir des relations avec elle, ainsi qu'avec l'infirmière et une autre camarade de classe, même son désir profond est une vraie relation romantique avec Hayase.

## Personnages
- Takabe Tomohiro (高辺 智弘, Tomohiro Takabe?)
- Hayase Mina (早瀬 美奈, Mina Hayase?)
- Kaori Nonomiya (野々宮 華緒梨, Nonomiya Kaori?)
- Taeko Nonomiya (野々宮 妙子, Nonomiya Taeko?)

## Anime

### Doublage
- Dynamite Ami : Hayase Mina
- Wasshoi Taro : Takabe Tomohiro
- Erena Kaibara : Taeko Nonomiya
- Kanari Kanzaki : Nonomiya Kaori
- Bokyle : Empereur Begyle, Homme